# Ferdinand Vanderhaeghen

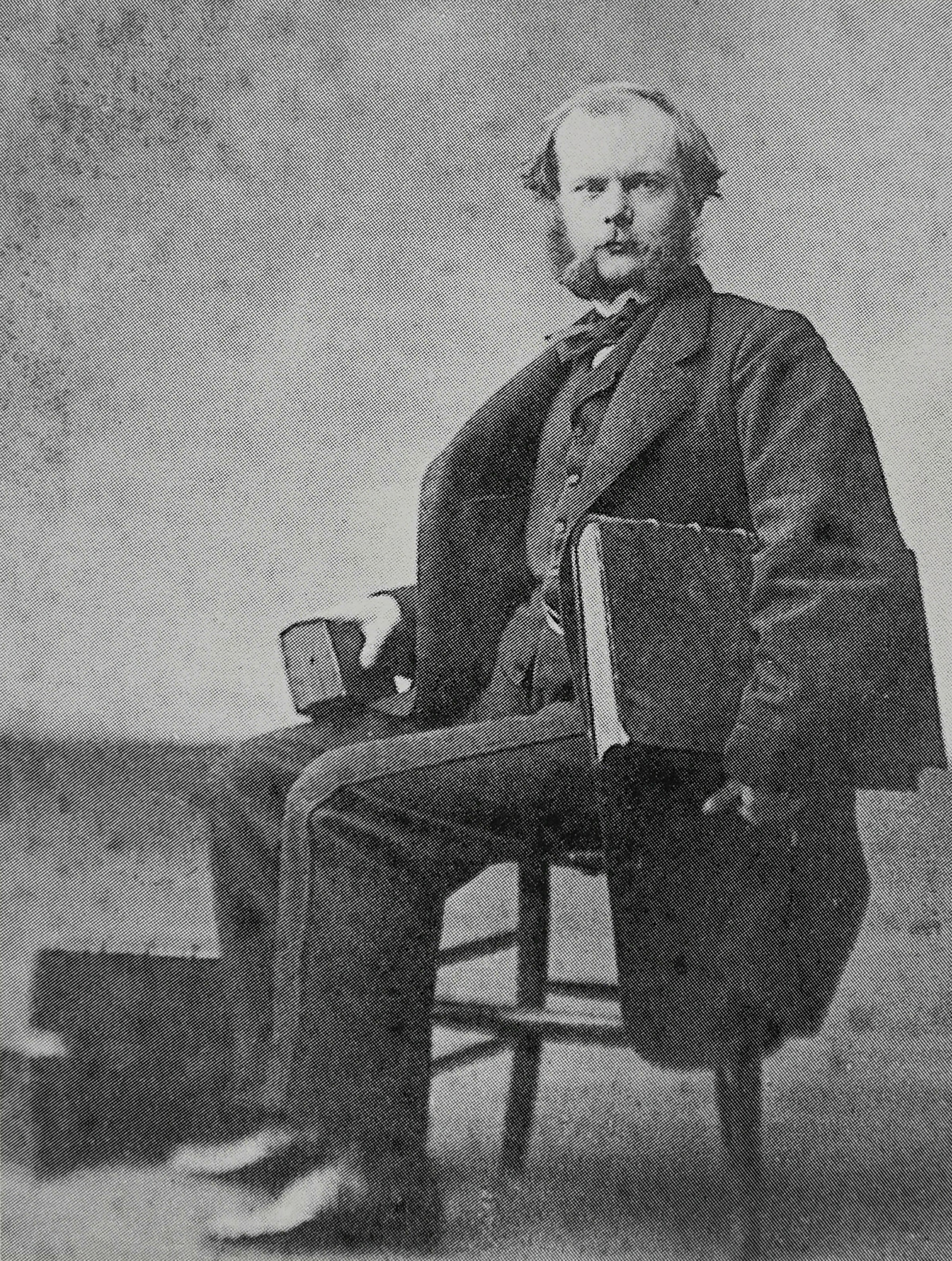
Een jongere Vanderhaeghen poserend met boeken

Ferdinand François Ernestus Vanderhaeghen (Gent, 16 oktober 1830 - aldaar, 22 januari 1913), ook Vander Haeghen of van der Haeghen geschreven, was een Belgisch bibliograaf en bibliothecaris van de Gentse universiteitsbibliotheek. Daarnaast was hij grondeigenaar en Gents liberaal gemeenteraadslid van 1863 tot 1872.

## Levensloop
Als zoon van drukker en uitgever van de Gazette van Gent Desiderius Van der Haeghen (1797-1850) en van Sophie Hulin (1803-1881), was Vanderhaeghen al van jonge leeftijd gebeten door de geschiedenis en de bibliografie. Hij verzamelde onder meer boeken die gedrukt waren in Gent, waar hij met zijn Bibliographie Gantoise (1858-1869) een overzicht van gaf. In 1872 maakte hij zijn collectie, die ook handschriften omvatte, over aan de Gentse universiteitsbibliotheek, waar ze nog steeds de kern uitmaakt van het fonds Gandavensia.
In 1860 stelde hij zich kandidaat voor het ambt van stadsarchivaris in Gent, maar werd niet benoemd. Hij werd wel in 1863 lid van een nieuw opgerichte Gentse Archiefcommissie.
In 1869 werd hij in opvolging van Jules de Saint-Genois het hoofd van de Gentse universiteitsbibliotheek, wat hij bleef tot in 1911.
Vanderhaeghen legde als bibliothecaris een zeer grote activiteit aan de dag. Zo startte hij in 1859 met de collectie Vliegende Bladen. Onder het motto Ne jetez jamais un papier bracht hij meer dan een miljoen losse documenten samen, die teruggingen tot 1313. Het is een uiterst heterogene collectie, met bijvoorbeeld 'brieven, catalogi van bloemen, meubels, kleren, machines, en wat dan ook, testamenten, facturen, wikkels van sinaasappels en chocolade, plannen van twee bekende architecten Louis Roelandt en Louis Minard'.

## Veelvuldige activiteiten
Van der Haeghen was op vele terreinen binnen zijn vakgebied terug te vinden.
- Vanaf 1853 was hij lid van de Maatschappij der Vlaamse Bibliofielen, die hij vanaf 1882 voorzat.
- In 1857 werd hij lid van de Stedelijke Commissie voor Monumenten en Stadsgezichten, waar hij secretaris en in 1896 voorzitter van werd.
- De Maatschappij voor Geschiedenis en Oudheidkunde te Gent werd mee door hem opgericht in 1893.
- Hij was lid van de Koninklijke Academie voor Nederlandse Taal- en Letterkunde vanaf haar stichting in 1886.
- Hij was redactiesecretaris van de Biographie Nationale vanaf 1888.
- In 1891 werd hij lid van de Académie royale des sciences, des lettres et des beaux-arts de Belgique.
- Hij was lid van de Koninklijke Vlaamse Academie.
- Hij was lid van het Institut de France.

## Eerbetoon
- Van der Haeghen werd in 1898 opgenomen in de Belgische erfelijke adel.
- Hij werd eredoctor van de Rijksuniversiteit Gent.
- De stad Gent liet in 1913 een gedenkplaat aan hem gewijd, plaatsen aan de toenmalige bibliotheek aan de Ottogracht.

## Privé
Op 29 oktober 1852 trouwde Vanderhaeghen met Julie-Cécile-Charlotte de Dobbelaer (1831-1919), met wie hij vijf zonen kreeg. Vier van hen bleven kinderloos. Een van hen was Victor van der Haeghen (1854-1916), Gents universiteitsdocent en stadsarchivaris, die trouwde met Mathilde Hesnault (1850-1932). Het echtpaar had een dochter en vier zoons, die echter geen afstammelingen hadden.
De familie is uitgedoofd bij het overlijden van Roger van der Haeghen (1889-1974).

## Publicaties
- Bibliographie gantoise. Recherches sur la vie et les travaux des imprimeurs de Gand (1483-1850), 7 dln., Gent, 1858-1869.
- Bibliotheca Belgica. Bibliographie générale des Pays-Bas, 34 dln., Gent, 1880-1923.
- Jaarboeken van het hoofdgilde van St. Antone, 3 dln., Gent, 1867.
- Marcus van Vaernewijck, Van die beroerlicke tijden in die Nederlanden en voornamelick in Ghendt 1566-1568, F. Vanderhaeghen ed., 5 dln., Gent, 1872-1881.
- Joos Lambrecht, Nederlandsche spellijnghe, uutghesteld by vraghe ende antwoorde. Tot onderwijs der jonghers voor haar earste beghin, J.F.J. Heremans en F. Vanderhaeghen ed., Gent, 1882.

## Archief
- De Gentse universiteitsbibliotheek bewaart het archief van Ferdinand Vanderhaeghen.[dode link]